# Pere Casas Abarca
Pere Casas Abarca (1875-1958) fue un pintor, fotógrafo y escultor español.

## Biografía
Realizó estudios de Derecho y como aficionado comenzó como dibujante y pintor, estudiando en la Escuela de la Lonja y también escultura con su tío Venancio Vallmitjana utilizando la fotografía como ayuda. Sus fotografías de desnudos femeninos, entre las primeras realizadas en España, le sirvieron en un principio de apoyo a sus cuadros y solo más tarde formaron parte de sus escenificaciones puramente fotográficas.
En 1902 se encargó de la dirección artística de la revista Mercurio. A partir de 1903 publicó una serie de postales fotográficas tituladas Bucólicas, Místicas, Modernistas, Fantasías, Orientales, Sensuales, etc que eran de tipo alegórico y mitológico y se pueden considerar un buen ejemplo de la fotografía pictorialista española de la época. Es muy conocido su diseño de la mujer andaluza para las latas de aceite Carbonell de 1904, que con diversas variaciones aún se mantiene en la actualidad.
Fue presidente del Real Círculo Artístico de Barcelona y de la Sociedad de amigos de los Museos y también académico en la Real Academia de Bellas Artes de San Fernando de Madrid y de la Real Academia de Bellas Artes de Santa Isabel de Hungría de Sevilla y recibió diversos reconocimientos.
Una colección de sus fotografías conserva el Museo Nacional de Arte de Cataluña, propietario también de Pubertad, escultura en yeso pintado de negro, y de un Interior de salón, óleo sobre tabla. De similares características, pero pintado sobre lienzo, es un Interior propiedad del Museo del Prado y depositado en el Museo de Málaga.

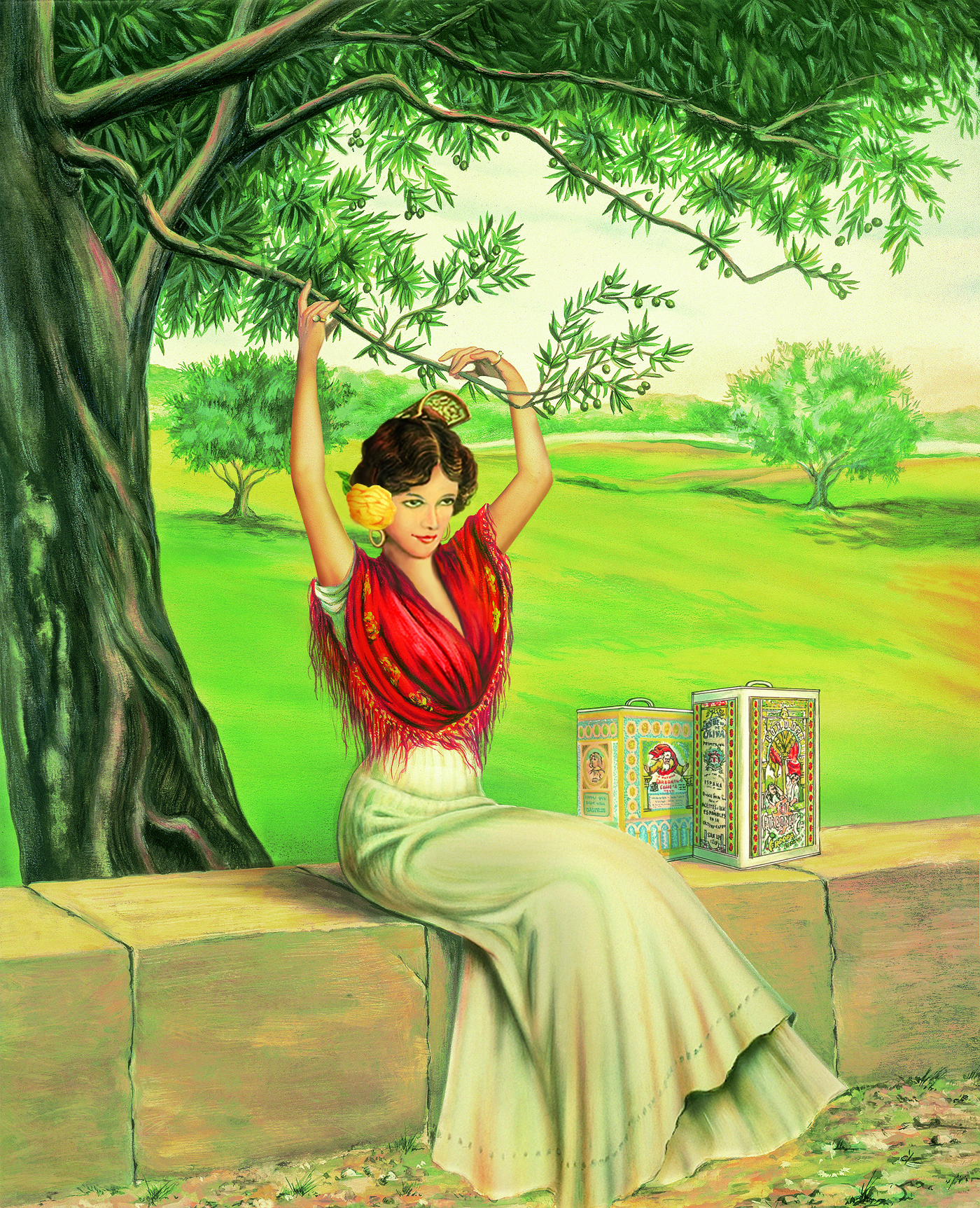
Logo de la marca Carbonell, sobre un cuadro de Pere Casas.